# Nejlepší TV (KHL)
Nejlepší TV je ocenění pro nejlepší společnost vysílající zápasy euroasijské ligy KHL.

## Držitelé
| Sezóna  | Společnost                      | Město, Stát                                    |
| ------- | ------------------------------- | ---------------------------------------------- |
| 2011-12 | ORTRK                           | Omsk, Rusko                                    |
| 2010-11 | 100TV                           | Petrohrad, Rusko                               |
| 2009-10 | LTV7                            | Riga, Lotyšsko                                 |
| 2008-09 | Tatarstan — Novyj věk MTM 100TV | Kazaň, Rusko Jaroslavl, Rusko Petrohrad, Rusko |